# Маркоссон, Сол
Сол Маркоссон (англ. Sol Marcosson; 10 июня 1869, Луисвилл — 10 января 1940, Кливленд) — американский скрипач.

## Биография
Уроженец Кентукки. В 1887—1892 гг. учился в Берлинской Высшей школе музыки у Генриха де Аны.
По возвращении в США выступал как солист и участник камерных ансамблей, в том числе бостонского Квинтета имени Мендельсона и кливлендского Филармонического квартета (1897—1928). В 1918—1919 гг. был первым концертмейстером новообразованного Кливлендского оркестра. В Кливленде публиковал также музыкальные рецензии в газете «Cleveland News» и давал частные уроки скрипки (учениками Маркоссона была, в частности, Луиза Линкольн Керр, Уолтер Логан, а также писательница Рут Ливингстон Хилл).
1. 1 2  Sol Marcosson // Discogs (англ.) — 2000.